# Julia Sobieszek
Julia Maria Sobieszek (* 19. Februar 1986 in Oberalm) ist eine österreichische Fernsehproduzentin.

## Leben
Sobieszek studierte ab 2004 Theater, Film- und Medienwissenschaften an der Universität Wien.
Sie ist 2007 Autorin des Buches „Zum Lachen in den Keller – Der Simpl von 1912 bis heute“, dem 2008 ein weiterer Band folgte. Sie organisiert seit 2011 den österreichischen Kabarettpreis.
Seit 2017 produziert sie humoristische Formate für den ORF. 

## Filmografie (Auswahl)
- 2017: Romeo & Julia: Ohne Tod kein Happy End (Servus TV)
- 2017: Otto Jaus: Fast Fertig (ORF)
- 2017: Tagespresse aktuell (ORF, 12 Folgen)
- 2018: Heilbutt & Rosen – Best of 25 Jahre (Servus TV)
- 2018: Klaus Eckel – Zuerst die gute Nachricht (ORF)
- 2018–2020: Dave (ORF TV-Serie, 8 Folgen)
- 2018: Fahrlässig (ORF, 2 Folgen)
- 2019: Mike Supancic – Auslese (Servus TV)
- 2019: Peter & Tekal – Gesund gelacht (Servus TV)
- 2019: Theater in der Josefstadt – Die Reise der Verlorenen (DVD, Kino), Fremdenzimmer (DVD, Kino)
- 2021: Der Kabarett Spieleabend (ORF, 6 Folgen)
- 2022: Filmgeschichten – Single Bells (ORF), Muttertag (ORF)

## Bücher
- 2007 Zum Lachen in den Keller: der Simpl von 1912 bis heute, Amalthea Signum Verlag – ISBN 978-3850026109.
- 2008 Zum Lachen in die Küche: das Kabarettisten-Kochbuch, Amalthea Signum Verlag – ISBN 978-3-85002-666-6.